# Ptilotus
Ptilotus is een plantengeslacht uit de amarantenfamilie (Amaranthaceae). De soorten zijn allemaal afkomstig uit drogere gebieden van het vasteland van Australië, hoewel ook soorten voorkomen in Tasmanië en enkele andere in Malesië en op Flores, Timor en de Aru-eilanden. De wetenschappelijke naam werd gepubliceerd in 1810 door Robert Brown in Prodromus Florae Novae Hollandiae et Insulae Van Diemen.

## Soorten
Ptilotus is een groot geslacht met meer dan honderd soorten.
... · 
Achyranthes · 
Aerva ·
Alternanthera ·
Amaranthus (Amarant) · 
Atriplex (Melde) · 
Axyris · 
Bassia (Zoutkruid) · 
Beta (Biet) · 
Blitum (Spiesganzenvoet) · 
Celosia · 
Chenopodium (Ganzenvoet) · 
Corispermum (Vlieszaad) · 
Dysphania · 
Halimione (Zoutmelde) · 
Halocnemum · 
Halothamnus · 
Haloxylon · 
Kochia · 
Krascheninnikovia · 
Polycnemum (Knarkruid) · 
Patellifolia · 
Ptilotus · 
Pupalia ·
Salicornia (Zeekraal) · 
Salsola (Loogkruid) · 
Spinacia · 
Suaeda · 
Traganum · 
...